# Lagunas Encadenadas de Monte
Como lagunas Encadenadas de Monte se define a un sistema fluvio-lacustre que constituye una cuenca hidrográfica conformada por una serie de lagunas interconectadas por arroyos y situada en el sector centro-norte de la provincia de Buenos Aires, centro-este de la Argentina.
Pertenece a la cuenca del río Salado, curso que desemboca en la bahía de Samborombón del Río de la Plata y de allí al mar Argentino del océano Atlántico.

## Otros nombres y etimología toponímica
Esta cuenca es denominada también cuenca Las Encadenadas de Monte o sistema Encadenadas de Monte.
Etimológicamente, su nombre Monte es un topónimo que le es conferido en razón de ser el nombre del más conocido de sus cuerpos acuáticos, la laguna de San Miguel del Monte, dado que sobre sus riberas se asienta la histórica ciudad homónima; la misma es un habitual destino de miniturismo para los habitantes de la ciudad de Buenos Aires y sus alrededores. El nombre “monte” hace alusión al denso bosque (“monte” en la región del Plata) de talas que se encontraba en su ribera.

## Ubicación geográfica
Estos cuerpos de agua conforman un sistema hidrológico que se sitúa en el sector centro-norte de la provincia de Buenos Aires, en la zona deprimida del Salado, al oriente de la parte central de la Argentina.
La localidad más poblada es la ciudad de Monte, posicionada sobre la costa norte de la laguna homónima. Las nacientes septentrionales de esta cuenca están incluidas en el partido de Cañuelas; la totalidad de las secciones restantes pertenecen al partido de Monte. Al desembocar en el Salado lo hace frente al territorio del partido de General Belgrano, el cual se encuentra en la margen derecha del citado río.

## Características físicas y uso del suelo en la cuenca

### Clima
Posee el tipo climático Pampeano típico, mesotermal subhúmedo-húmedo, mesotermal subhúmedo-seco.
El clima térmico en general es templado. La temperatura media anual es de 15,8 °C. El promedio del mes más cálido (enero) es 22,4 °C mientras que el del mes más frío (junio) es 9,2 °C.
Las precipitaciones se encuentran distribuidas durante todo el año, aunque son más intensas en las estaciones transicionales y más escasas durante el invierno. La modificación de los patrones climáticos como consecuencia del actual proceso de cambio climático repercute en la región con un aumento sostenido del volumen y frecuencia de las lluvias en las últimas décadas. Las lluvias acumuladas anualmente totalizan 928 mm. La nieve se hace presente muy raramente. 
Los vientos predominantes son los provenientes del norte (cálidos y húmedos, más frecuente durante el estío. Luego de tormentas sopla seco y fresco el “Pampero” desde el cuadrante sudoeste-oeste, siendo el más intenso de la región. Del sudeste, soplan las llamadas “sudestadas”, con días nublados, muy húmedos y lloviznosos.   

### Suelos y explotación agropecuaria
Luego de siglos de ser esta cuenca utilizada casi exclusivamente para el pastoreo del ganado, durante el siglo XX en adelante se ha incrementado la superficie destinada a agricultura.
Las características edáficas de los suelos de la cuenca varían notablemente, aunque predomina el loess, humífero de textura franco-arcillosa y profundos. Si no son hidromórficos, son aptos para la producción agrícola, destacando los cultivos de soja, girasol, maíz, sorgo, trigo, etc. Representan el extremo sur de los suelos de la pampa ondulada.
En los más bajos hay una mayor presencia de arcilla, sodio, halinidad/alcalinidad, lo que, sumado al pobre drenaje hídrico, impide destinarlos a la agricultura, dominando en ellos la ganadería bovina sobre pasturas naturales o implantadas, en esquemas tanto de invernada como de cría.

#### Geología y origen
La Formación Ensenada representa el sustrato más antiguo de la zona; sobre esta se desarrollaron varias unidades eólicas: las formaciones Buenos Aires, La Postrera III y IV y los geosuelos Sin Nombre y Puesto Berrondo.
Las lagunas fueron rellenadas por sedimentos pertenecientes a 7 unidades litoestratigráficas, 5 de ellas transcurrieron desde el Pleistoceno tardío al Holoceno tardío y fueron subácueas (la Formación Luján, Miembros La Chumbiada, Lobos, Río Salado, Monte y el aluvio actual). Además se les suman 2 depósitos del tipo eólico, uno ocurrió durante el Pleistoceno tardío (la Formación La Postrera I) mientras que el restante lo hizo durante el Holoceno tardío (la Formación La Postrera IV).
Origen
Las cubetas que alojan a estas lagunas fueron formadas a partir del Pleistoceno superior como resultado de la deflación por acción eólica durante los desecamientos, luego de ciclos de lluvias desfavorables. El excavado de las cubetas ocurrió en las acciones eólicas denominadas "bonaerenses, las mismas que, como contraparte, acumularon el loess de la Formación Buenos Aires.

### Características generales de estas lagunas
Las lagunas Encadenadas de Monte es tributario del río Salado.
Está constituido por una de las subcuencas fluviales en que se divide el distrito hidrológico Monte, del cual ocupa su centro. Se trata de un sistema fluvio-lacustre, con eje demarcado por el arroyo Totoral y las lagunas Encadenadas. Presenta numerosos ambientes lénticos. 
De norte a sur, las lagunas de mayor magnitud y relevancia son: del Monte, de las Perdices, Santa Rosa, San Jorge, Maipo, Cerrillo del Medio y Los Cerrillos. Los cuerpos están todos interconectados entre sí, formando una suerte de rosario acuático, desempeñando un rol importante en esta comunicación encadenada varios arroyos, destacando: el arroyo Cañada, el arroyo Totoral, el arroyo de Los Cerrillos, etc.
Estas lagunas reciben agua por intermedio de la precipitación, la escorrentía superficial y el agua freática. Todas son poco profundas y están situadas en altitudes próximas al nivel marino. Las más grandes y mayormente libres de vegetación macrófita, no estratifican térmicamente, por lo que, salvo por lapsos breves de pocas horas, poseen homogeneidad térmica a lo largo de toda la columna de agua. 
Sus lechos son de lodo y muy planos. Sus bordes poseen zonas inundables cubiertas de juncales y en algunas riberas presentan pequeñas barrancas de pocos metros.
Sus aguas son naturalmente eutróficas en razón del aporte de grandes cargas de nutrientes al estar situadas en drenajes fértiles. La actividad humana ha generado el aporte de nutrientes fertilizantes y plaguicidas así como descargas de aguas servidas urbanas e industriales.
El sistema geomorfológico cuenca de las Encadenadas de Monte se subdivide en 2 unidades. La primera es el área de dominio fluvio-lacustre, la cual presenta elementos geomorfológicos conspicuos, como lagunas, bañados, cubetas, cauces y planos aluviales, a los que se agregan las formas antrópicas: canaletas, zanjas y zanjones, alcantarillas, puentes, caminos y sus terraplenes, etc. La segunda unidad geomorfológica es la planicie de acumulación limosa eólica, en donde se encuentran el entorno lagunar, diversos tipos de meso y microcubetas, bañados, pantanos, elementos de origen edáfico como lomadas, hidromorfísmo, alcalinidad, etc.

## Descripción del recorrido hídrico
Desde el punto de vista hidrográfico, la cuenca presenta un eje de drenaje principal con rumbo norte-sur, el cual posee una longitud de 71,2 km. Desde su máxima altitud (33,75 m s. n. m.) hasta su desembocadura (12,82 m s. n. m.) el sistema salva un desnivel de 20,93 m, con una pendiente de solo 0,029 %. El agua va pasando por sucesivos ambientes léntico/lóticos enlazados hasta desembocar finalmente en el río Salado.

### Tramo superior
El arroyo Totoral
La naciente septentrional de todo el sistema se ubica en el territorio perteneciente al partido de Cañuelas y la representa la naciente del arroyo Totoral, la que se encuentra en una altitud de 33,75 m s. n. m., en los alrededores del Paraje La Noria.
Este curso fluvial posee una longitud de 37 km. Luego de penetrar y discurrir en el territorio del partido de Monte, bordea la ciudad homónima para seguidamente desembocar en el extremo septentrional de la laguna del Monte, la cual constituye el primer eslabón lacunar de este sistema.
La laguna del Monte
La laguna del Monte esta subdividida en 2 sectores; el de menor superficie es denominado Boca del Totoral ya que en la parte norte de él desemboca el arroyo homónimo. El cuerpo mayor, o laguna del Monte propiamente dicha, está ubicado al sudoeste del menor. Originalmente eran cuerpos separados, los que estaban distanciados por un istmo, el cual que fue erosionado quedando de esta manera el cuerpo menor formando parte del mayor, como una suerte de golfo. Sobre el agua de dicho umbral fue construido un puente con terraplén por el cual se logra unir ambas orillas.
El espejo posee una superficie de 686 hectáreas (a cota 19,50 m s. n. m.), el volumen es de 12,12 hm³, su profundidad media es de 177 cm mientras que la máxima es de 230 cm.
El sector del cuerpo principal presenta un área de 597 ha. Todo su perímetro presenta costas escarpadas, con barrancas de entre 80 a 370 cm sobre las aguas, si bien en algunos tramos estas se separan de la costa, dejando entre ambas líneas terrenos inundables. Su forma es cuadrada a redondeada.
El sector Boca del Totoral posee una superficie de 89 ha, un perímetro irregular, alargado en sentido norte-sur y ensanchado hacia el este en su sector medio. Su ribera muestra barrancas pequeñas hacia el borde oeste, algo más elevadas hacia el sudoeste, mientras que hacia el este y nordeste son bajas e inundables. Esta sección es atravesada por dos rutas, la 215 y la 41, cuyos terraplenes contienen sus aguas en época de crecientes.
Ambos cuerpos poseen perfil en palangana en razón de que sus fondos son achatados y la profundidad es escasa, aunque esto se debe a encontrarse en un estado de colmatación, ya que en el pasado la profundidad era mucho mayor, situándose entre 9 y 10 m en el sector principal y de 7,3 m en la sección de Boca del Totoral.
La laguna de las Perdices
El agua continúa su recorrido hacia el sur, pasando de la laguna del Monte para la laguna de las Perdices (o Las Perdices) a través de una angostura situada al sudoeste de la primera (de 102 metros), sobre la cual fue construida una estructura hidráulica y puente, la cual permite embalsar las aguas de la laguna del Monte para mantenerle en un nivel constante. Este artefacto (denominado Nivelador Norte) se trata de un vertedero de diente fijo establecido en la cota 19,26 m s. n. m. Si el nivel de la laguna del Monte desciende dicha cifra, el paso del agua cesa por completo.
La laguna de las Perdices debe su nombre a la denominación tradicional en el español rioplatense para las especies de tinámidos, aves mayormente corredoras que habitan las pampas.
La primera mención se remonta al año 1822 y fue realizada por el Coronel Pedro A. García, quién la clasificaba como un gran bañado.
Se trata de un cuerpo lacunar de baja calidad limnológica, dado su estado próximo al de la distrofia avanzada, fuerte colmatación, densa vegetación palustre que marcaba una ausencia de espejo libre, anoxia, etc. Sin embargo, desde la década de 1980 el pantano fue tomando la forma de un amplio espejo lagunar debido a que la masa de vegetación fue cediendo terreno a las aguas libres. Lamentablemente, al mismo tiempo sus aguas pasaron a poseer una elevada contaminación en razón de ser el destino de los vertidos cloacales de la planta depuradora de la ciudad de Monte, que desde el año 1982 desemboca en la laguna las Perdices por su ribera norte, junto al casco de la estancia La Paz. Algo más hacia el oeste bordea la laguna la Ruta Nacional 3, la cual supera mediante el puente La California el principal colector directo de la laguna las Perdices: el arroyo La California, curso de 6 km de extensión. Otros tributarios de menor importancia constituyen las canaletas y zanjones que escurren las cunetas de la citada ruta. En la ribera oriental del espejo septentrional se sitúa el casco de la estancia El Rosario.
En los períodos de balance hídrico negativo el nivel lagunar desciende lentamente, al mismo tiempo que lo hace el perfil freático; cuando este último desciende por debajo del nivel más profundo del lecho de la laguna esta se seca por completo, lo que ha excepcionalmente ocurrido en los años 1893, 1910 y 1972.
A cota normal sus aguas son dulces; en períodos de sequía pasan a ser algo salobres. Se clasifica como agua oligohalina mesopoiquilohalina negativa. El pH es alcalino y la dureza total se corresponde a aguas blandas a moderadamente duras. Los iones que prevalecen son el sodio y el bicarbonato, siendo el cloruro el ubicado en tercer lugar; otros iones toman un rol destacado solo en los descensos del nivel de las aguas. Según sus iones, pueden ser clasificadas limnológicamente como aguas bicarbonatadas sódicas hemicloruradas a cloruradas, hemicarbonatadas, hipo a hemisulfatadas, oligo a hemimagnésicas, hipo a oligocálcicas y hipopotásicas.
Las costas de la laguna presentan escarpas de erosión (barrancas) de variada altitud, siendo en general de 100 cm, aunque en la ribera oriental alcanzan 290 cm. Se localiza sobre una cubeta alargada en sentido noroeste-sudeste.
La laguna de las Perdices se subdivide en dos secciones: Norte y Sur. Ambas están separadas por una escotadura de 310 m de ancho, que posee un tajamar con una presa hidráulica conformada por terraplenes y una estructura central de hormigón la cual posee recatas móviles y un vertedero, situado en cota 19,11 m s. n. m. (denominado Nivelador Sur), con el objetivo de cerrar debajo de la misma el escurrimiento superficial, pero en razón de que el terraplén hacia el oeste está deshecho, las aguas circulan libremente. Otrora, ambas secciones se posicionaban sobre sus propias cubetas; en tiempos relativamente recientes la erosión del umbral que las separaba determinó su integración en un único cuerpo lacunar.
En el sector norte se halla el cuerpo principal, el que cuenta con una superficie de 825 hectáreas. El sector norte presentaba casi 6 m de profundidad, pero a causa de la colmatación que lo afecta el perfil pasó a ser el de una “palangana” chata poco profunda. La profundidad máxima es 166 cm a cota 17,84 msnm mientras que la máxima potencial es 226 cm a cota 20,10 m s. n. m.; la profundidad media es de 160 cm. La longitud máxima total es de 4150 m, el ancho máximo es de 3390 m, el ancho medio es de 1988 m, el perímetro es de 1262 m y el volumen es de 13,22 hm³.
El espejo del sector sur es mucho menor: 325 ha. La profundidad máxima es 90 cm a cota 18,60 m s. n. m. mientras que la máxima potencial es 130 a cota 19,90 m s. n. m.; la profundidad media es de 60 cm. La longitud máxima total es de 2990 m, el ancho máximo es de 1270 m, el ancho medio es de 1087 m, el perímetro es de 980 m y el volumen es de 1,97 hm³. Este sector siempre tuvo un perfil en palangana, ya que naturalmente es un cuerpo pantanoso que se proyecta en su desagüe, un arroyo, que aguas abajo pasa a ser una cañada.
El espejo en su totalidad posee una superficie de 1150 hectáreas, la profundidad máxima es 166 cm a cota 17,84 m s. n. m. mientras que la máxima potencial es 226 cm a cota 20,10 m s. n. m. y la profundidad media es de 132 cm, la longitud máxima total es de 7140 m, el ancho máximo es de 3390 m, el ancho medio es de 1611 m, el perímetro es de 2275 m y el volumen es de 15,19 hm³.

### Tramo medio
La laguna Santa Rosa
Las aguas continúan su viaje hacia el sur, dejando atrás la laguna de las Perdices Sur mediante el arroyo Cañada, emisario de 4 km de longitud y rumbo general sudeste, el cual, luego de pasar bajo un puente desemboca en otro gran cuerpo de agua: la laguna Santa Rosa, la cual posee un “cerrillo” o loma importante en su margen oriental. Para que se produzca el paso del agua entre ambas lagunas la cota debe ser superior a 18,60 m s. n. m.
El subsistema oriental
Las aguas de la laguna Santa Rosa se unen hacia el sur con las de la laguna San Jorge, la cual a su vez es el destino de varias subcuencas formadas por arroyos, canales y lagunas. Por el norte escurren arroyos y canales de los campos que rodean dos lagunas, una semipermanente, la laguna Espadaña, y otra más importante, denominada laguna El Seco. Por el sur y el este desembocan otros canales que traen aguas de lagunas colmatadas, aunque dos de ellas son más relevantes, en la primera se une por un tajamar el canal 19; la segunda es la laguna Maipo, la que también cuenta con su propia subcuenca.

### Tramo austral
La laguna Cerrillo del Medio
Desde su brazo sur de la laguna San Jorge sus aguas son drenadas por intermedio de 2 arroyos, ambos son tributarios de la laguna Cerrillo del Medio. El primero se ubica hacia el oriente y vuelca sus aguas en la parte media de la ribera este, siendo solo un curso temporario, que se activa durante las crecientes y que posee una longitud de 2600 m. El segundo está localizado más hacia el occidente; es un curso semipermanente de una longitud de 1300 m, denominado arroyo Wouters; desemboca al nornoroeste del espejo. Este curso es atravesado por un puente que permite la comunicación del casco de la estancia Cerrillo del Medio, el cual se halla precisamente sobre la loma de dicho accidente geográfico, el cual también dio nombre a la laguna homónima. Este cerrillo o lomada es la ubicada centralmente de entre las 3 más importantes que hay en esta zona, todas de poca altitud pero que en un relieve tan plano representan accidentes morfológicos destacados del paisaje. Se sitúa en la ribera nordeste de la laguna, formando un interfluvio contenido por dicho espejo, por la laguna San Jorge, y por sendos arroyos que a ambas unen. La laguna Cerrillo del Medio está rodeada por otros cerrillos o lomas de menor altura, salvo el ubicado en su porción austral que la separa de la siguiente laguna. Buena parte de la superficie del espejo está representada por una isla que posee formas irregulares, la cual es cubierta por las aguas en épocas de crecientes, mientras que en períodos de sequía primero se convierte en una península justo antes que todo el sector sur de la laguna pase a ser tierra firme. Al respecto, la totalidad de la laguna se secó en los años 1942 a 1944, 1954, 1956 a 1957, 1967, 1971 a 1972 y 2005 a 2006.
Todas las riberas de la laguna presentan escarpas; en la costa nornoreste alcanzan los 6 metros de altura, constituyéndose en las mayores barrancas de todo el sistema de las Encadenadas.
La altitud del nivel promedio del agua es de 18,50 m s. n. m. En esa cota presenta una superficie de 67 hectáreas, un volumen de 8,32 hm³, una profundidad máxima de 144 cm y una profundidad media de 124 cm. Si bien se encuentra alojada en una cubeta de 6,4 m de profundidad, su lecho está actualmente colmatado, por lo que su perfil presenta forma de una palangana de fondo chato y escasa profundidad.
Arroyo y laguna Los Cerrillos
Las aguas prosiguen su viaje en descenso, desprendiéndose de la laguna Cerrillo del Medio por un curso fluvial semipermanente de 3,5 km de longitud que nace en su ángulo sudoeste, es el arroyo Los Cerrillos, el que a su vez representa el efluente de todo el sistema de las Encadenadas. Este arroyo atraviesa un puente que es el extremo de un terraplén de 5 metros de altura, construido entre la ruta nacional 3 por el oeste y el cerrillo austral, lomada que este curso bordea por el oeste y que es la sede de la estancia Los Cerrillos.
El arroyo normalmente desemboca en un bajo temporario: la laguna de los Cerrillos, espejo que en realidad es una laguna periódica, la que es atravesada por el propio curso del río Salado. Durante los veranos poco lluviosos esta laguna se seca, por lo que el arroyo se prolonga unos 2000 metros más en dirección sudoeste, discurriendo por el propio lecho seco de la hondonada, para finalmente poder alcanzar las aguas del Salado.
La desembocadura del arroyo Los Cerrillos (y de todo el sistema de las Encadenadas) se encuentra en una altitud de 12,82 m s. n. m.

## Características biológicas

### Asignaciones ecorregionales
Ecorregionalmente su superficie emergida pertenece a dos ecorregiones terrestres: pampas húmedas y espinal. La primera comprende las zonas de pastizales y pajonales húmedos. La segunda es la correspondiente a los bosques de talar.
La totalidad de los arroyos, ríos, lagunas y bañados de la cuenca se insertan en la ecorregión de agua dulce drenajes bonaerenses.

### Flora
Fitogeográficamente está adscripta al distrito fitogeográfico pampeano oriental de la provincia fitogeográfica pampeana (una de las secciones en que se divide el dominio fitogeográfico chaqueño), la que cubre las llanuras del centro-este del Cono Sur americano.
En las lomas o barrancas de algunas lagunas se presentan bosques de tala pertenecientes al subdistrito fitogeográfico del tala, subvariante del distrito fitogeográfico del algarrobo, perteneciente a la provincia fitogeográfica del espinal. Incluye formaciones de bosques xeromórficos subclimáxicos dominados por una especie arbórea generalmente de modesta altura: el tala (Celtis tala).
Muchos de los espejos acuáticos poseen un anillo perimetral puro de densos juncales (Schoenoplectus californicus); en los arroyos más encajonados el junco es acompañado por la espadaña (Zizaniopsis bonariensis) y la totora (Typha latifolia). En los bordes húmedos se encuentran, entre otras especies, la redondita de agua (Hydrocotyle ranunculoides), la lagunilla (Alternanthera philoxeroides), la margarita de bañado (Senecio bonariensis) y el único arbusto higrófilo de las pampas, el duraznillo blanco (Solanum glaucophyllum), el cual forma consociaciones denominadas duraznillares. Entre la vegetación sumergida destaca la gambarrusa (Myriophyllum quitense), la cola de zorro (Ceratophyllum demersum) y el potamogeton (Potamogeton striatus). En algunos recodos se forman carpetas de plantas flotantes, con helechitos de agua, repollitos de agua y diversas especies de lentejas de agua.

### Fauna

#### Mamíferos
De las especies mastozoológicas que en estas lagunas antaño eran comunes, varias de ellas se encuentran hoy extintas o muy amenazadas, por ejemplo el yaguareté austral (Panthera onca palustris), el puma pampeano (Puma concolor cabrerae) —extintos—, el gato de los pajonales (Leopardus pajeros) —muy raro—, la vizcacha (Lagostomus maximus) y el venado de las pampas australes (Ozotoceros bezoarticus celer) —otrora muy abundantes, hoy extintos en el área—, etc.
Son aún espectables el gato montés (Leopardus geoffroyi),  el zorro pampa (Lycalopex gymnocercus), el zorrino (Conepatus chinga), el hurón mediano (Galictis cuja), las comadrejas overa (Didelphis albiventris) y colorada (Lutreolina crassicaudata), las especies de la familia Dasypodidae: la mulita (Dasypus hybridus) y el peludo (Chaetophractus villosus), el cuis pampeano (Cavia aperea), la nutria roedora o coipo (Myocastor coypus), el carpincho (Hydrochoerus hydrochaeris), roedores pequeños, etc.

#### Aves
Las aves pampeanas encuentran en los pastizales que rodean a estas lagunas un hábitat adecuado donde sobrevivir a la destrucción perpetrada en la llanura por la agricultura y la ganadería intensiva. La misma área lacunar y la vegetación anfibia de los sectores someros presenta una abundante población de aves acuáticas, tanto residentes como migradoras. En los bañados y juncales hallan un sitio propicio para alimentarse o establecer sus nidos numerosas especies, entre las que podemos reconocer al caraú, la garza blanca, la garcita blanca, la garza mora, la garza bruja, el chajá, el cisne cuello negro, el ganso coscoroba, el cuervillo de cañada, la espátula rosada, el flamenco austral, el macá pico grueso, el macá grande, el macá común, el cormorán biguá, la cigüeña americana, el tero-real, el tero común, la becasina común, la gaviota capucho café, el tachurí sietecolores, el junquero, diversas especies de gallaretas y patos, etc.
Los pastizales perilacunares son el hábitat del ñandú (Rhea americana) —cada vez más raro—, las martinetas colorada (Rhynchotus rufescens) y copetona (Eudromia elegans) —la primera recuperándose, la segunda cercana a la extinción en el área—, y la perdiz chica (Nothura maculosa) —afectada por agroquímicos—.
Entre las aves más espectables de los pastizales se encuentran varias rapaces como el carancho, el chimango, el milano blanco el caracolero, el halconcito colorado y el halcón plomizo, la lechucita de las vizcacheras, el lechuzón de campo, etc. 
También pájaros pequeños, como la caminera común, la tijereta, el pico de plata, el corbatita, el misto, los cachilos ceja amarilla y canela, el espartillero pampeano, el espartillero enano, el curutié ocráceo, el verdón, el dragón o pecho amarillo, la ratona aperdizada, las cachirlas común y de uña corta, el chingolo, el pecho colorado, etc.
Las playas barrosas son un refugio para las bandadas de chorlos migratorios, entre los cuales se encuentran el chorlo pampa, el chorlo cabezón, el playerito rabadilla blanca, etc.
En los escasos relictos del talar y en las arboledas artificiales la avifauna se enriquece con especies de hábitos forestales o que nidifican en árboles, como la calandria grande, la torcaza (Zenaida auriculata), la torcacita común (Columbina picui), las palomas ala manchada (Patagioenas maculosa), picazuró (Patagioenas picazuro) y yerutí (Leptotila verreauxi), la cotorra común (Myiopsitta monachus), la lechuza de los campanarios (Tyto alba), el lechuzón orejudo (Asio clamator), el alicucu común (Megascops choliba), ñacurutú (Bubo virginianus), el pirincho (Guira guira), el picaflor bronceado (Hylocharis chrysura), el picaflor garganta blanca (Leucochloris albicollis), el picaflor verde común (Chlorostilbon aureoventris), el carpintero real (Colaptes melanolaimus), el carpintero campestre (Colaptes campestroides), el chinchero chico (Lepidocolaptes angustirostris), el añumbí (Anumbius annumbi ), el chotoy (Schoeniophylax phryganophilus), el coludito copetón (Leptasthenura platensis), el canastero chaqueño (Asthenes baeri), el cortarramas (Phytotoma rutila), el piojito común (Serpophaga subcristata), el picabuey (Machetornis rixosa), el benteveo (Pitangus sulphuratus), el suirirí real (Tyrannus melancholicus), los zorzales colorado (Turdus rufiventris) y chalchalero (Turdus amaurochalinus), la golondrina doméstica (Progne chalybea), la golondrina parda (Progne tapera), la golondrina ceja blanca (Tachycineta leucorrhoa), la ratona común (Troglodytes aedon), la tacuarita azul (Polioptila dumicola, el pitiayumí (Parula pitiayumi), el cabecita negra (Carduelis magellanica), el cardenal (Paroaria coronata), el jilguero (Sicalis flaveola), el boyerito (Icterus cayanensis), el tordo renegrido (Molothrus bonariensis), el tordo músico (Agelaioides badius), el naranjero (Thraupis bonariensis), etc.

#### Reptiles
Entre los reptiles que habitan en sus riberas sobresalen el lagarto overo (Salvator merianae) y numerosas culebras, como la culebra verde y negra (Erythrolamprus poecilogyrus) y la culebra de líneas amarillas (Lygophis anomalus).

#### Anfibios
Las riberas son el hábitat propicio de varias especies de anfibios nativos, destacando las familias Leptodactylidae, Hylidae y Bufonidae, siendo las más conocidas el sapo común (Rhinella arenarum), el escuerzo (Ceratophrys ornata), la ranita del zarzal (Hypsiboas pulchellus), la rana criolla (Leptodactylus latrans), etc.

#### Peces
Las especies de peces que viven en sus arroyos y lagunas poseen abolengo brasílico, al estar en contacto directo con los de la cuenca imbrífera del río Salado.
Entre las especies más abundantes o destacadas se encuentran: el pejerrey (Odontesthes bonariensis), la tararira (Hoplias malabaricus), el dientudo (Oligosarcus jenynsii), el bagre sapo (Rhamdia quelen), el bagre cantor (Pimelodella laticeps), la tachuela o barrefondo (Corydoras paleatus), el bagarito (Parapimelodus valenciennis), mojarras (Astyanax eigenmanniorum, Cheirodon interruptus, Bryconamericus iheringii e Hyphessobrycon togoi), la chanchita (Australoheros facetus), la madrecita (Cnesterodon decemmaculatus), el tosquero o listadito (Jenynsia multidentata), el sabalito (Cyphocharax voga), las viejas del agua (Loricariichthys anus e Hypostomus commersoni), la mandufia (Platanichthys platana), etc. Durante el siglo XX estas lagunas sufrieron un poblamiento dinámico manifestado por la invasión de la carpa (Cyprinus carpio), una especie exótica que altera los ecosistemas de los biotopos que invade.
De entre todas las especies destaca el pejerrey, una especie muy buscada para la práctica de la pesca deportiva, tanto embarcada como costera, esta última practicada en sus orillas y muelles.
Las especies de peces deben soportar el desecamiento de los cuerpos acuáticos en temporadas de lluvias muy desfavorables, con las mortalidades que les acompañan al elevarse el tenor halino de las aguas remanentes y la falta de oxígeno disuelto al concentrarse en ellos la totalidad de la biota acuática. También se suman las importantes bajas que se producen en ocasiones de días invernales excepcionalmente fríos.

## Actividades acuáticas
Son numerosas las actividades náuticas que es posible practicar en estas lagunas o en sus riberas: kitesurf, windsurf, kayakismo, ecoturismo, cicloturismo, excursionismo, campamentos, natación, uso recreativo como balneario estival, etc.
Pesca deportiva
En las aguas abiertas y en las zonas ribereñas de sus perímetros y sus arroyos asociados, se practica la pesca deportiva, en especial de pejerreyes (Odontesthes bonariensis), tanto embarcada como costera.